# Lav Diaz
Lavrente Indico "Lav" Diaz, född 30 december 1958 i Maguindanao, Mindanao, är en filippinsk filmregissör.
Lav Diaz filmer Batang West Side från 2001 och Ebolusyon ng isang pamilyang Pilipino från 2004 tilldelades Gawad Urian-priset, det nationella filmkritikerpriset i Filippinerna, för bästa film. Gawad Urian-juryn utsåg år 2011 båda filmerna till två av årtiondets tio bästa filippinska filmer. Ebolusyon ng isang pamilyang Pilipino är ett episkt drama om en familjs förfall och återuppbyggnad som går parallellt med Filippinernas samtidshistoria. Filmen är svartvit och över tio timmar lång och tog tio år att spela in. Den sju och en halv timme långa Melancholia, om tre personer som försöker bearbeta personlig sorg genom att delta i ett prövande rollspel, tilldelades Orizzonti-priset vid filmfestivalen i Venedig 2008.

## Filmografi i urval
- 1998 – Serafin Geronimo: Ang kriminal ng Baryo Concepcion
- 1999 – Hubad sa ilalim ng buwan
- 1999 – Burger Boy's
- 2001 – Batang West Side
- 2002 – Hesus, rebolusyunaryo
- 2004 – Ebolusyon ng isang pamilyang Pilipino
- 2006 – Heremias (Book One: The Legend of the Lizard Princess)
- 2007 – Kagadanan sa banwaan ning mga engkanto
- 2008 – Melancholia
- 2011 – Elehiya sa dumalaw mula sa himagsikan
- 2011 – Siglo ng pagluluwal
- 2012 – Florentina Hubaldo, CTE
- 2012 – Pagsisiyasat sa gabing ayaw lumimot (dokumentär)
- 2013 – Norte, the End of History
- 2014 – From What Is Before
- 2014 – Mga anak ng unos (dokumentär)
- 2016 – A Lullaby to the Sorrowful Mystery
- 2016 – The Woman Who Left
- 2018 – Season of the Devil
- 2019 – The Halt
- 2020 – Lahi, hayop
- 2021 – Historya ni Ha
- 2022 – Isang salaysay ng karahasang Pilipino
- 2022 – When the Waves Are Gone
- 2023 – Essential Truths of the Lake